# Graphania subvelata
Graphania subvelata là một loài bướm đêm trong họ Noctuidae.